# Passerin varié
Passerina versicolor
Espèce
Statut de conservation UICN

 LC  : Préoccupation mineure
Le Passerin varié (Passerina versicolor), aussi appelé Pape versicolore ou Pape multicolore, est une espèce de passereau de la famille des Cardinalidae.

## Répartition
Son aire s'étend de l'extrême sud-ouest des États-Unis au Guatemala.